# Allos
Allos – miejscowość i gmina we Francji, w regionie Prowansja-Alpy-Lazurowe Wybrzeże, w departamencie Alpy Górnej Prowansji.

## Demografia
Według danych na rok 1990 gminę zamieszkiwało 705 osób, a gęstość zaludnienia wynosiła 6 osób/km². W styczniu 2015 r. Allos zamieszkiwało 657 osób, przy gęstości zaludnienia wynoszącej 5,6 osób/km².